# Симонид
Симонид от Кеос (на гръцки: Σιμωνίδης, Σιμωνίδης ο Κείος) е древногръцки поет, хоров лирик, създател на жанра епиникий. Един от Деветимата лирици, подбрани от александрийските граматици според приноса им в началото на елинистичната епоха (4 в пр Хр). Той е чичо и учител на поета Бакхилид, приятел е на Парменид, Хераклит, Теспид, Темистокъл, Хекатей от Милет и др.
Според преданията голям скъперник, Симонид е първият старогръцки поет, който пише за пари. Живее в Атина в двора на Хипарх, син на тирана Пизистрат, а след смъртта му заминава за Тесалия. През 490 г. пр. н. е се завръща в Атина, а около 476 г. пр.н.е. отива в Сицилия, в двора на тирана Хиерон, където се запознава с Пиндар. Симонид умира в Сицилия, гробът му е в гр. Акрагант.
Симонид е автор главно на творби на възхвала – химни, дитирамби, пеани, елегии и др. Докато живее при Хипарх, спечелва няколко от 56-те си победи с дитирамбите си; творчеството му в Тесалия е посветено главно на възхвала на тогавашните тесалийски владетели — Скопадите. Най-голяма слава печели обаче с епиграмите си. При завръщането си в Атина, той побеждава още младия Есхил в поетическо състезание за епиграма в чест на загиналите воини в битката при Маратон. Прочути са и епиграмите му в памет на героите от Термопилите, Саламин, на Милтиад, Леонид, поета Анакреонт и др.
Днес са запазени около 100 негови стиха.
Плутарх приписва на Симонид прочутото и многократно коментирано твърдение, че поезията е говореща живопис, а живописта — няма поезия.